# ふれ愛!みよし
『ふれ愛!みよし』（ふれあい みよし）は、広島テレビで放送された三次市の市政番組。

## 内容
広島テレビと三次市の共同製作番組で、『来て!観て!みよし』と題して放送を開始。その後、2008年4月26日放送分をもってタイトルを『ふれ愛!みよし』に変更した。セットでの撮影は行われず、全編ロケ収録だった。

## 放送時間
- 土曜日 11:55 - 12:00 (JST)